# Hugues Bersini
 (avril 2023).
Si vous disposez d'ouvrages ou d'articles de référence ou si vous connaissez des sites web de qualité traitant du thème abordé ici, merci de compléter l'article en donnant les références utiles à sa vérifiabilité et en les liant à la section « Notes et références ».
Hugues Bersini, né le 19 janvier 1961 à Bruxelles en Belgique, est un professeur d'informatique à l'université libre de Bruxelles.

## Biographie
Diplômé de la faculté de polytechnique en ingénierie civile avec spécialité physique (1983) et docteur en génie nucléaire (1989) à l'université libre de Bruxelles (ULB), il fut pris en charge comme chercheur par une subvention de la CEE-CCR au centre de recherche d'Ispra (1984-1987). Ensuite, il devint membre du laboratoire IRIDIA (le laboratoire d'intelligence artificielle de l'ULB). Il est maintenant à la tête de celui-ci avec Marco Dorigo. Depuis 1992, il était professeur assistant à l'ULB et devint officiellement professeur à temps plein (2004) en enseignant aux facultés polytechniques et Solvay. 
Hugues Bersini est principalement connu dans le domaine de l'intelligence artificielle et des sciences informatiques. Il est un chercheur et professeur reconnu dans ces domaines, et il a contribué à plusieurs aspects de la recherche en intelligence artificielle, y compris l'apprentissage automatique, l'optimisation, la modélisation computationnelle et les systèmes complexes.
En particulier, ses travaux se sont concentrés sur des sujets tels que les réseaux neuronaux artificiels, l'optimisation évolutionnaire, la biologie computationnelle, la modélisation de systèmes complexes et la compréhension des mécanismes d'apprentissage dans le cerveau. Il a publié de nombreux articles de recherche et a été impliqué dans l'enseignement dans ces domaines.
Au cours des 20 dernières années, il a publié environ 300 articles sur ses travaux de recherche.
Il enseigne depuis plus de 20 ans l'intelligence artificielle, la programmation orientée objet : C++, Java, .net, UML, design patterns aux étudiants universitaires (Solvay et écoles polytechniques à l'université libre de Bruxelles) et pour les industries. Il est consultant pour des entreprises dans les technologies orientée objet, le data-mining et le business intelligence. Parmi ses domaines de recherches plus récents figurent le data mining et l'entreposage de données génomiques (le projet In Silico). Il est membre de l'Académie royale de Belgique depuis 2009.

## Publications
- Apprendre la programmation web avec Python et Django, Eyrolles, 2018
- Tout ce que vous avez toujours voulu savoir sur l'informatique édition Best Of.
- L'orienté Objet, Eyrolles.
- Kotlin, Eyrolles.
- Les fondements de l'informatique, Vuibert.
- De l'intelligence humaine à l'intelligence artificielle, Ellipse.
- Des réseaux et des sciences, Vuibert.
- Comment définir la vie, Vuibert.
- Informatique et Cinéma, Ellipse.
- Qu'est-ce-que l'émergence, Ellipse.
- Haro sur la compétition, Paris, PUF.
- Le tamagotchi de Mme Yen, Paris, Le Pommier.
- Le dernier fado de l'androïde, Paris, Le Pommier.
- Big brother is driving you, Éditions de l'Académie Royale de Belgique
- Quand l'informatique réinvente la sociologie, Editions de l'Académie Royale de Belgique
- L'Intelligence Artificielle peut-elle engendrer des artistes authentiques, Editions de l'Académie Royale de Belgique